# Oedaleus virgula
Oedaleus virgula is een rechtvleugelig insect uit de familie veldsprinkhanen (Acrididae). De wetenschappelijke naam van deze soort is voor het eerst geldig gepubliceerd in 1869 door Snellen van Vollenhoven.